# Salóme Gunnarsdóttir
Salóme Rannveig Gunnarsdóttir é uma atriz e dubladora islandesa.

## Carreira
Gunnarsdóttir começou a atuar em produções de televisão e cinema em meados da década de 2010. Depois de participar do curta-metragem Megaphone em 2013, ela foi escalada como médica no longa-metragem Paris of the North no ano seguinte.

## Filmografia
- 2013: Megaphone (curta-metragem) [2]
- 2014: Paris of the North (París Norðursins)
- 2014: Lava ( Hraunið, minissérie, 4 episódios)
- 2015: Bakk – Backwards (Bakk)
- 2015: Legends (série de TV, episódio 2x03)
- 2016: Reykjavík Porno
- 2016: Autumn Lights
- 2016: Grimmd
- 2016: Pilgrim (curta-metragem)
- 2017: Justice League
- 2017: Arnbjörn (curta-metragem)
- 2017–2018: Hversdagsreglor (série de TV, 6 episódios)
- 2019: Darkness Visible
- 2019: Knightfall (série de TV, 4 episódios)
- 2019: Paperboy (curta-metragem)
- 2019: Valhalla – A Lenda de Thor ( Valhalla )
- 2019–2021: Pennyworth (série de TV, 6 episódios)
- 2021: Zack Snyder's Justice League
- 2022–2023: The Lazarus Project (série de TV, 11 episódios) [3]

### Jogos eletrônicos
- 2019: Final Fantasy XIV: Shadowbringers [4]
- 2020: Assassin's Creed Valhalla
- 2024: Silent Hill 2[5][6]

## Vida pessoal
Gunnarsdóttir está atualmente morando em Londres, Reino Unido, e está em um relacionamento com o ator Eysteinn Sigurðarson, que conheceu na Universidade de Artes da Islândia, em Reykjavík.